# Lady Bullseye
 (janvier 2018).
Si vous disposez d'ouvrages ou d'articles de référence ou si vous connaissez des sites web de qualité traitant du thème abordé ici, merci de compléter l'article en donnant les références utiles à sa vérifiabilité et en les liant à la section « Notes et références ».
Lady Bullseye est un personnage de fiction, une super-vilaine appartenant à l'univers de Marvel Comics. Créée par Ed Brubaker, Marko Djurdjevic et Clay Mann, elle est apparue pour la première fois dans Daredevil #111 en 2008.
Ce personnage est inspiré du manga Lady Snowblood et de Bullseye[réf. nécessaire]. 

## Biographie de fiction
Née au Japon, la jeune fille apparemment nommée Maki Matsumoto et qui allait devenir un assassin d'élite, fut emprisonnée par les Yakuzas, pour alimenter leur réseau de prostitution. Ces mêmes criminels furent un jour éliminés par Bullseye, et l'esclave qui fut témoin de la scène, trouva la force de se libérer, et l'inspiration pour devenir elle-même une tueuse.
Des années plus tard, entrainée par le Maître Izo et employée par la Main, elle arriva à NYC et grimpa les échelons du culte, parvenant même à obliger la secte à ramener à la vie Tigre Blanc et Black Tarantula pour l'assister. Elle se créa une identité secrète, celle d'une avocate d'affaires, ce qui lui permit de se rapprocher de Daredevil. Dans un plan de s'emparer du pouvoir, elle fut l'élément qui offrit un jour le contrôle de la Main au justicier aveugle, mais ce dernier refusa. 
En Espagne, Lady Bullseye et la Main assassinèrent la nouvelle petite amie du Caïd, Maria, ainsi que ses deux enfants, lui expliquant qu’il s’agissait là d’un message pour Daredevil. Décidé du coup à rentrer à New York, le Caïd  y recruta le Hibou pour engager la Main et utiliser celle-ci pour éliminer les gangs rivaux, Lady Bullseye réalisa qu’il était le vrai manipulateur derrière le Hibou et elle alla le trouver pour lui proposer le rôle que Daredevil avait décliné. Le Caïd la suivit à une rencontre avec de hauts dirigeants de la Main, puis tua Hirochi pour avoir ordonné les assassinats. Le Caïd comptait accepter la direction de la Main mais Daredevil et Izo perturbèrent la rencontre. Daredevil la mit rapidement hors de combat et accepta l’offre de la Main d’en devenir le chef, ordonnant que l’organisation cesse toute relation avec le Caïd et Lady Bullseye. Réalisant qu’Izo n’avait jamais véritablement voulu qu’elle dirige la Main, Lady Bullseye promit de le tuer ; coupée de la Main, elle accepta alors de devenir le lieutenant et exécutrice du Caïd, l’aidant à rebâtir son empire criminel. Bien que questionnant à plusieurs reprises ses décisions, Lady Bullseye lui obéit finalement sans réserve. Elle s’arrangea ainsi pour déclencher un conflit entre Daredevil et Norman Osborn, qui poussa finalement le héros à déclarer Hell’s Kitchen comme territoire de la Main, interdit à toute autre autorité légale.

## Pouvoirs
- Lady Bullseye n'a pas de pouvoirs.
- Elle maîtrise néanmoins les arts martiaux d'une façon exceptionnelle, elle est parfaitement entrainée au katana et aux armes de jet, comme les shurikens.
- Elle connait le droit international et possède un diplôme de droit légal.